# Campionati norvegesi di sci alpino 1980
I Campionati norvegesi di sci alpino 1980 si svolsero a Oppdal tra il 1º e il 3 febbraio; furono assegnati i titoli di discesa libera, slalom gigante, slalom speciale e combinata, sia maschili sia femminili.

## Risultati

### Uomini

#### Discesa libera
| Pos. | Atleta         | Nazione  |
| ---- | -------------- | -------- |
| 1    | Erik Håker     | Norvegia |
| 2    | Arnt Erik Dale | Norvegia |
| 3    | Kjell Waløen   | Norvegia |

Data: 1º febbraio

#### Slalom gigante
| Pos. | Atleta            | Nazione  |
| ---- | ----------------- | -------- |
| 1    | Odd Sørli         | Norvegia |
| 2    | Bjørn Erik Brøste | Norvegia |
| 3    | Jarle Halsnes     | Norvegia |

Data: 2 febbraio

#### Slalom speciale
| Pos. | Atleta           | Nazione  |
| ---- | ---------------- | -------- |
| 1    | Harald Gefle     | Norvegia |
| 2    | Kjell Waløen     | Norvegia |
| 3    | Paul Arne Skajem | Norvegia |

Data: 3 febbraio

#### Combinata
| Pos. | Atleta            | Nazione  |
| ---- | ----------------- | -------- |
| 1    | Bjørn Erik Brøste | Norvegia |
| 2    | Kjell Waløen      | Norvegia |
| 3    | Erik Håker        | Norvegia |

### Donne

#### Discesa libera
| Pos. | Atleta             | Nazione  |
| ---- | ------------------ | -------- |
| 1    | Torill Fjeldstad   | Norvegia |
| 2    | Anne Dorte Carlson | Norvegia |
| 3    | Karine Hesle       | Norvegia |

Data: 1º febbraio

#### Slalom gigante
| Pos. | Atleta                | Nazione  |
| ---- | --------------------- | -------- |
| 1    | Torill Fjeldstad      | Norvegia |
| 2    | Karine Hesle          | Norvegia |
| 3    | Anne Kristin Johansen | Norvegia |

Data: 2 febbraio

#### Slalom speciale
| Pos. | Atleta                | Nazione  |
| ---- | --------------------- | -------- |
| 1    | Torill Fjeldstad      | Norvegia |
| 2    | Anne Dorte Carlson    | Norvegia |
| 3    | Anne Kristin Johansen | Norvegia |

Data: 3 febbraio

#### Combinata
| Pos. | Atleta                | Nazione  |
| ---- | --------------------- | -------- |
| 1    | Torill Fjeldstad      | Norvegia |
| 2    | Anne Dorte Carlson    | Norvegia |
| 3    | Anne Kristin Johansen | Norvegia |